# Joe Maloy
Joe Maloy (Somers Point, 20 dicembre 1985) è un triatleta statunitense, che ha rappresentato gli Stati Uniti ai Giochi olimpici di Rio de Janeiro 2016.

## Titoli
- Campione statunitense di triathlon (Élite) - 2014